# Spencer Gore (tenista)
Spencer William Gore (Wimbledon, Reino Unido, 10 de marzo de 1850-Ramsgate, 19 de abril de 1906) fue un tenista, ganador del primer torneo de Wimbledon en 1877 y un jugador de cricket inglés de primera clase, que jugó para el Surrey County Cricket Club (1874-1875).

## Vida
Spencer William Gore era el hijo del Comisionado de Maderas y Bosques, Charles Alexander Gore, nieto del segundo conde de Arran y de Lady Augusta Lavinia Priscilla (de soltera Ponsonby), hija del cuarto conde de Bessborough. El primer matrimonio de su madre fue con William Petty-FitzMaurice, conde de Kerry, fallecido en 1836. Sus dos hermanos fueron el teólogo Charles Gore, el primer obispo de Birmingham y Sir Francis Charles Gore, abogado de la Junta de Hacienda.
Spencer nació y creció en los alrededores del All England Lawn Tennis and Croquet Club. Estudió en Harrow School, donde destacó en la práctica deportiva, especialmente en el fútbol y el cricket, de cuyo equipo escolar fue capitán en 1869.

## Carrera deportiva
Hizo su debut en el cricket de primera clase para Surrey contra Middlesex en 1874 y bateó 17 carreras en las primeras cuatro bolas que recibió en su primer partido. Volvió a jugar para Surrey contra Middlesex en 1875 cuando Surrey ganó por 10 terrenos y no tuvo la oportunidad de jugar una segunda entrada. Jugó al cricket principalmente para I Zingari a nivel de club, jugando su último partido para ellos en 1893. Jugó dos partidos de primera clase para I Zingari que fueron contra Yorkshire en 1878 y 1879 y un partido para Gentlemen of the South en 1879.
En 1877, se llevó a cabo el primer campeonato de tenis sobre césped de Wimbledon en el All England Lawn Tennis and Croquet Club, que había sido renombrado de All England Croquet Club cuando el tenis se había agregado allí dos años antes. Gore ganó los individuales de caballeros al vencer a William Marshall por 6-1, 6-2, 6-4 el 19 de julio de 1877. Fue el primer jugador que utilizó la técnica de la volea, por lo que se le considera el creador del estilo de volea.
Gore fue uno de los veintidós deportistas que pagaron una guinea para participar en el campeonato inaugural de 1877 (las mujeres no pudieron hacerlo hasta 1884). Los 21 partidos se repartieron en cinco días. El campeonato se suspendió durante el fin de semana para no coincidir con el partido anual de cricket Eton v Harrow en Lord's Cricket Ground. La final prevista para el lunes se pospuso cuatro días debido a la lluvia.
Con 27 años, perdió solo dos sets en cuatro rondas y llegó a la final después de vencer a CG Heathcote en la semifinal. Contra Marshall, ganó en sets seguidos, 6-1, 6-2, 6-4, en cuarenta y ocho minutos.. Gore recogió el primer premio de 12 guineas y una copa de plata entregada por The Field, una revista deportiva.
Como el campeón reinante, Gore no tuvo que jugar el torneo en el Campeonato del año siguiente, sino que jugó en la ronda de desafío contra el ganador del torneo All-Comers. Perdió la ronda del desafío Gentleman's Singles ante Frank Hadow 7–5, 6–1, 9–7 y no volvió a competir en el Campeonato de Wimbledon después de ese partido.

## Carrera empresarial
Gore se unió a Pickering and Smith, la firma de asesoría inmobiliaria de su suegro, Edmund James Smith, quien se convirtió en presidente del Instituto de Agrimensores. Gore fue ascendido a sociedad y la empresa pasó a llamarse Smiths and Gore.

## Vida personal
El 9 de enero de 1875, Gore se casó con Amy Margaret Smith, con quien tuvo cuatro hijos: Kathleen Amy, Florence Emily Frances, George Pym (1875-1959) y Spencer Frederick (1878-1914). El último se hizo conocido como el artista Spencer Gore, mientras que George era campeón de boxeo y jugaba al cricket para Durham.
Spencer William Gore murió el 19 de abril de 1906 en el Granville Hotel, Ramsgate, Kent, a la edad de 56 años. Fue enterrado en el cementerio de Ramsgate el 23 de abril de 1906 (tumba número AA511).

## Torneos de Grand Slam

### Individuales: 2 (1 título, 1 vicecampeonato)
| Resultado | fecha | Torneo    | Superficie | Oponente         | Marcador      |
| --------- | ----- | --------- | ---------- | ---------------- | ------------- |
| Ganó      | 1877  | Wimbledon | césped     | William Marshall | 6–1, 6–2, 6–4 |
| Perdió    | 1878  | Wimbledon | césped     | Frank Hadlow     | 5–7, 1–6, 7–9 |